# Golf de Domont-Montmorency

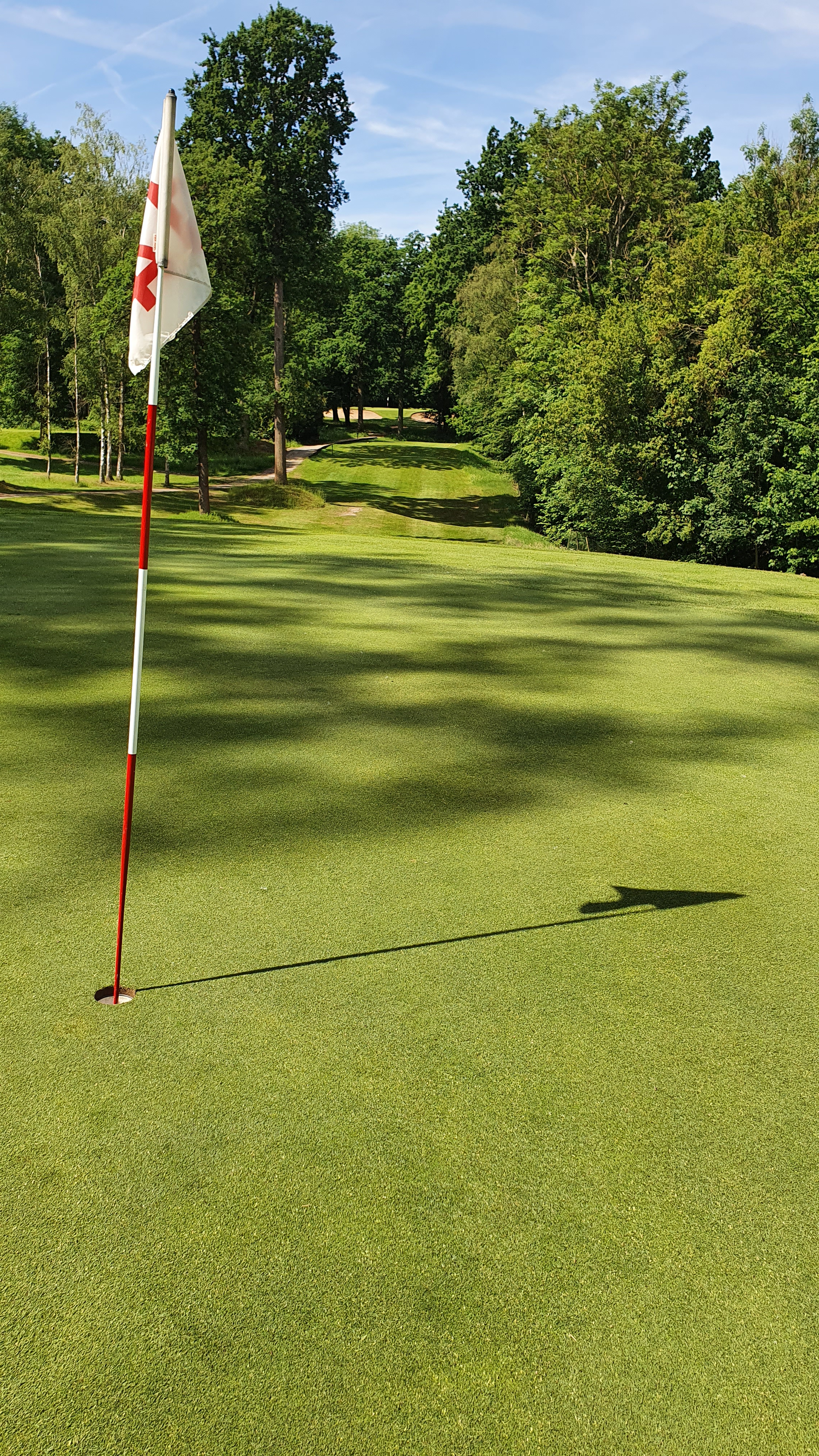
Green du trou 14 au Golf de Domont

Le Golf de Domont-Montmorency, ou Golf de Domont, est un club de golf privé situé à Domont (Val-d'Oise) inauguré en 1966.

## Historique
Le club a été construit entre 1963 et 1965 sur un site de 70 ha situé dans la forêt de Montmorency, qui se caractérise par une pente marquée.

## Parcours
Le club dispose d'un parcours de 18 trous, baptisé « Les Châtaigniers ». Il s'agit d'un par 71 d'une longueur de 5 876 mètres. Il a été dessiné par le britannique Frederick W. Hawtree, architecte de renom qui a également réalisé en France les parcours du Golf Club de Toulouse (1950) et les deux 18 trous de Saint-Nom-la-Bretèche (1959).
Dans sa fiche signalétique, le cabinet Hawtree fait la description suivante du parcours domontais :

« Le parcours révèle son origine Hawtree avec sa distribution stratégique qui mettra à l'épreuve votre capacité à gérer toutes les cannes de votre sac.
Des greens ondulants, souvent protégés par des bunkers disposés stratégiquement font partie intégrante de la conception. »